# الناز شاکردوست
الناز شاکردوست (زادهٔ ۷ تیر ۱۳۶۳) بازیگر ایرانی است. او در دانشکده معماری دانشگاه تهران تحصیل و بازیگری را در تئاتر دنبال کرد. او برای بازی در باد در علفزار می‌پیچد (۱۳۸۶) نامزد سیمرغ بلورین بهترین بازیگر زن جشنواره فیلم فجر شد و برای بازی در مبارک (۱۳۹۵) جایزهٔ بهترین بازیگر زن جشن حافظ را کسب کرد. شاکردوست برای بازی در شبی که ماه کامل شد (۱۳۹۷) و ابلق (۱۳۹۹) ساختهٔ نرگس آبیار به‌ترتیب برنده و نامزد سیمرغ بلورین بهترین بازیگر زن شد.

## زندگی
الناز شاکردوست در ۷ تیر ۱۳۶۳ در تهران زاده شد. او که فرزند دوم خانواده است یک برادر بزرگتر و یک خواهر کوچکتر دارد. شاکردوست از سنین دبستان به بازیگری علاقه نشان داد و در تئاترهای دانش‌آموزی و دانشجویی به روی صحنه رفت. تا جاییکه در سال ۱۳۷۶ برای آن برندهٔ جایزهٔ بهترین بازیگر جشنواره فجر دانش‌آموزی شد. شاکردوست در کنکور هنر با رتبهٔ ۱۱ وارد رشتهٔ تئاتر از دانشکده معماری دانشگاه تهران شد.

## حاشیه‌ها

### فیلمرسوایی
الناز شاکردوست در نامه‌ای خطاب به اهالی رسانه نوشت: «نقش افسانه را در واقع زندگی کردم و روحم تا ابد در این نقش باقی می‌ماند. تنها دلخوشی من بیدار شدن به موقع روح‌های مملکتم ایران است. دلیل ایفای الناز شاکردوست در این نقش شنیدن آه همان دختری بود که بعد از گران شدن قیمت نان از خدا قهرش گرفت و از صف خارج شد و سوار مرکب فحشا شد و کسی نپرسید جواب خانه بی‌نان چه می‌شود…».

### پشتیبانی از همجنس‌گرایان
پس از انتشار خبر قتل علی فاضلی منفرد، در ۱۴ اردیبهشت ۱۴۰۰ وی در صفحهٔ اینستاگرام خود از همجنس‌گرایان پشتیبانی کرد. شاکردوست زیر عکسی از خود با چتری شش‌رنگ که نماد ال‌جی‌بی‌تی است نوشت:
«همیشه از بچگی هر داستانی که می‌خوندم با به نام خدای مهربان شروع می‌شد اما این داستان خدای مهربان نداره، شاید درگیر تمام قتل‌عام‌هایی بوده که این روزها از رسانه‌ها در سراسر دنیا می‌بینیم، داستان زن‌ستیزی و دگرباشان جنسی روایت جدیدی در جامعه ما نیست، آنقدر ریشه پیدا کرده که امروز تبدیل به یک معضل بزرگ شده و نفس‌مان را گرفته، ما را به جایی رسانده که جانی را که نداده‌ایم حق گرفتنش را طلب می‌کنیم، در گوشه گوشهٔ این خاک زنان و مردانی به دست خانواده و عزیزانشان سر بریده می‌شوند، فقط و فقط برای کوچک‌ترین حق انسانیت. حق انتخاب، حق داشتن سلیقه، حق تصمیم گرفتن برای زندگی خود. کشته شدن توسط هم بازی‌های بچگی، پدر، مادر و عزیزان هزار بار مردن است. امروز باید تمام قد بایستیم تا این ابر سیاه را از سرمان برداریم، امروز دیگر سکوت نمی‌کنیم.»
چند روز بعد با تذکر دادستانی تهران، شاکردوست ناچار شد که پست اینستاگرامی خود را  پاک کند. در این دوره، خبرگزاری فارس و مشرق‌نیوز وابسته به سپاه پاسداران انقلاب اسلامی برای ساخت کمپین‌هایی جهت پرونده‌سازی ضد شاکردوست، نقشی اساسی داشتند و با لقب‌هایی چون «سلبریتی ترویج‌کنندهٔ فساد» از او یاد می‌کردند.

### اعتراض به جشنواره فجر ۱۴۰۲
در بهمن ۱۴۰۲ الناز شاکردوست که برای تماشای فیلم بی‌بدن در جشنواره فیلم فجر به پردیس سینمایی کورش رفته بود دقایقی پیش از پایان نمایش فیلم روی صحنه رفت و از مدیران جشنواره فجر انتقاد کرد.

## فیلم‌شناسی

### سینما
| سال  | عنوان                | نقش                | کارگردان                         | یادداشت |
| ---- | -------------------- | ------------------ | -------------------------------- | ------- |
| ۱۴۰۳ | آرام بخش             |                    | سعید زمانیان                     | [ ۸ ]   |
| ۱۴۰۳ | کج پیله              |                    | هاتف علیمردانی                   | [ ۹ ]   |
| ۱۴۰۳ | گوزن‌های اتوبان       |                    | ابوالفضل صفاری                   | [ ۱۰ ]  |
| ۱۴۰۲ | بی‌بدن                | مادر مقتول         | مرتضی علیزاده                    |         |
| ۱۴۰۱ | یادگار جنوب          | رعنا               | حسین امیری دوماری پدرام پورامیری |         |
| ۱۴۰۰ | آخرین تولد           | ثریا               | نوید محمودی                      |         |
| ۱۳۹۹ | ابلق                 | راحله              | نرگس آبیار                       |         |
| ۱۳۹۹ | تی تی                | تی تی              | آیدا پناهنده                     |         |
| ۱۳۹۷ | من می‌ترسم            | نسیم               | بهنام بهزادی                     |         |
| ۱۳۹۷ | مطرب                 | زیبا               | مصطفی کیایی                      |         |
| ۱۳۹۷ | شبی که ماه کامل شد   | فائزه              | نرگس آبیار                       |         |
| ۱۳۹۶ | سراسر شب             | مهتا/ مریم         | فرزاد مؤتمن                      |         |
| ۱۳۹۵ | خفه‌گی                | صحرا               | فریدون جیرانی                    |         |
| ۱۳۹۳ | اسب سفید پادشاه      | ماری               | محمدحسین لطیفی                   |         |
| ۱۳۹۳ | مبارک                | گلپری              | محمدرضا نجفی                     |         |
| ۱۳۹۳ | تابو                 | بهار               | خسرو معصومی                      |         |
| ۱۳۹۲ | آتیش بازی            | مارال              | بهمن گودرزی                      |         |
| ۱۳۹۱ | رسوایی               | افسانه             | مسعود ده‌نمکی                     |         |
| ۱۳۹۰ | تو و من              | مهشید              | محمد بانکی                       |         |
| ۱۳۸۹ | بوی گندم             | گندم               | محمدرضا خاکی                     |         |
| ۱۳۸۸ | سلام بر عشق          | الهه               | اصغر نعیمی                       |         |
| ۱۳۸۸ | شرط اول              | نازنین             | مسعود اطیابی                     |         |
| ۱۳۸۸ | ناسپاس               | آنائل              | حسن هدایت                        |         |
| ۱۳۸۸ | چراغ قرمز            | رویا/ ستاره        | علی غفاری                        |         |
| ۱۳۸۸ | فاصله                | مریم               | کامران قدکچیان                   |         |
| ۱۳۸۷ | پوسته                | روجا               | مصطفی آل احمد                    |         |
| ۱۳۸۷ | حرکت اول             | سارا               | فرهاد نجفی                       |         |
| ۱۳۸۷ | دلخون                | دلارام             | محمدرضا رحمانی                   |         |
| ۱۳۸۷ | دو خواهر             | مینا               | محمد بانکی                       |         |
| ۱۳۸۷ | کارناوال مرگ         | ناهید              | حبیب‌الله کاسه‌ساز                 |         |
| ۱۳۸۷ | کیش و مات            | پریسا              | جمشید حیدری                      |         |
| ۱۳۸۷ | از ما بهتران         | نسیم               | مهرداد فرید                      |         |
| ۱۳۸۷ | شیرین                | تماشاگر سالن سینما | عباس کیارستمی                    |         |
| ۱۳۸۶ | باد در علفزار می‌پیچد | شوکا               | خسرو معصومی                      |         |
| ۱۳۸۶ | در میان ابرها        | نورا               | روح‌الله حجازی                    |         |
| ۱۳۸۶ | مجنون لیلی           | پروانه             | قاسم جعفری                       |         |
| ۱۳۸۵ | ی‌وفا                 | زهره               | اصغر نعیمی                       |         |
| ۱۳۸۵ | اتوبوس شب            | ریحانه             | کیومرث پوراحمد                   |         |
| ۱۳۸۵ | خدا نزدیک است        | لیلا               | علی وزیریان                      |         |
| ۱۳۸۵ | قاعده بازی           | فرشته              | احمدرضا معتمدی                   |         |
| ۱۳۸۴ | چند می‌گیری گریه کنی  | ایران              | شاهد احمدلو                      |         |
| ۱۳۸۴ | چه کسی امیر را کشت؟  | عسل                | مهدی کرم پور                     |         |
| ۱۳۸۴ | قتل آنلاین           | لیلا               | مسعود آب پرور                    |         |
| ۱۳۸۳ | عروس فراری           | سیما               | بهرام کاظمی                      |         |
| ۱۳۸۳ | گل یخ                | ترگل               | کیومرث پوراحمد                   |         |
| ۱۳۸۳ | مجردها               | ژاله               | اصغر هاشمی                       |         |
| ۱۳۸۲ | اینجا… آخر دنیا      | گلرخ               | شراره یوسفی نیا                  |         |

### نمایش خانگی
| سال  | عنوان       | نقش   | کارگردان       | یادداشت |
| ---- | ----------- | ----- | -------------- | ------- |
| ۱۳۹۱ | رالی ایرانی | خودش  | آرش معیریان    |         |
| ۱۳۹۰ | قلب یخی ۲   | چیستا | محمدحسین لطیفی |         |
| ۱۳۸۹ | قلب یخی     | چیستا | محمدحسین لطیفی |         |

### تئاتر
| سال  | نام نمایش                | نقش    | کارگردان     | اجرا       | منابع  |
| ---- | ------------------------ | ------ | ------------ | ---------- | ------ |
| ۱۳۹۶ | گم و گور                 |        | امیر مهندسان | آبان ۱۳۹۶  |        |
| ۱۴۰۲ | آواز عاشقانه دختر دیوانه |        |              |            | [ ۱۴ ] |
| ۱۴۰۳ | نبرد رستم و سهراب        | تهمینه | حسین پارسایی | مرداد ۱۴۰۳ | [ ۱۵ ] |

## جشنواره‌ها و جوایز
| سال  | نام فیلم کوتاه | نقش | کارگردان     | https://www.mehrnews.com/news/6389520/ |
| ---- | -------------- | --- | ------------ | -------------------------------------- |
| ۱۴۰۲ | مثل یک راز     |     | سعید زمانیان |                                        |

| سال  | نتیجه    | نام جایزه                                 | رده                       | برای فیلم            |
| ---- | -------- | ----------------------------------------- | ------------------------- | -------------------- |
| ۱۳۸۶ | نامزدشده | سیمرغ بلورین                              | بهترین بازیگر نقش اول زن  | باد در علفزار می‌پیچد |
| ۱۳۸۵ | نامزدشده | تندیس زرین جشن خانه سینما                 | بهترین بازیگر نقش مکمل زن | چه کسی امیر را کشت   |
| ۱۳۸۴ | نامزدشده | تندیس زرین جشن خانه سینما                 | بهترین بازیگر نقش مکمل زن | مجردها               |
| ۱۳۸۷ | نامزدشده | تندیس زرین جشن خانه سینما                 | بهترین بازیگر نقش اول زن  | در میان ابرها        |
| ۱۳۹۴ | برنده    | جشنواره فیلم‌های ایرانی سانفرانسیسکو       | بهترین بازیگر زن جشنواره  | تابو                 |
| ۱۳۹۶ | برنده    | تندیس بهترین بازیگر زن جشن حافظ           | بهترین بازیگر زن          | مبارک                |
| ۱۳۹۶ | نامزدشده | تندیس جشن انجمن منتقدان و نویسندگان ایران | بهترین بازیگر نقش اول زن  | خفه‌گی                |
| ۱۳۹۷ | برنده    | سیمرغ بلورین جشنواره فیلم فجر             | بهترین بازیگر نقش اول زن  | شبی که ماه کامل شد   |
| ۱۳۹۸ | نامزدشده | سیمرغ بلورین جشنواره فیلم فجر             | بهترین بازیگر نقش اول زن  | من می‌ترسم            |
| ۱۳۹۸ | برنده    | تندیس جشن انجمن منتقدان و نویسندگان ایران | بهترین بازیگر نقش اول زن  | شبی که ماه کامل شد   |
| ۱۳۹۹ | نامزدشده | سیمرغ بلورین جشنواره فیلم فجر             | بهترین بازیگر نقش اول زن  | ابلق                 |
| ۱۴۰۱ | برنده    | تندیس جشن انجمن منتقدان و نویسندگان ایران | بهترین بازیگر نقش اول زن  | تی تی                |
| ۱۴۰۳ | برنده    | تندیس بهترین بازیگر زن جشن حافظ           | بهترین بازیگر زن          | بی‌بدن                |